# Joseph Keter
Joseph Keter (ur. 13 czerwca 1969 w Lessos)  – kenijski lekkoatleta, długodystansowiec, złoty medalista olimpijski z Atlanty.
Był oficerem Armii Kenijskiej. Specjalizował się w biegu na 3000 metrów z przeszkodami.  Największe sukcesy odniósł w 1996. Na igrzyskach olimpijskich w Atlancie zdecydowanym faworytem biegu na 3000 m z przeszkodami był rodak Ketera Moses Kiptanui, ówczesny rekordzista świata i trzykrotny mistrz świata. W finale obaj zawodnicy prowadzili w biegu aż do ostatniego rowu z wodą, lecz potem Keter uzyskał nieznaczną przewagę i zwyciężył w czasie 8.07,12, o 1,21 sekundy przed Kiptanuim.
Keter wygrał z Kiptanuim później w tym samym roku w Monako, gdzie osiągnął swój rekord życiowy 8:05,99. W 1997 zwyciężył w finale Grand Prix IAAF w Fukuoce.